# Franciszek Zawada
Franciszek Zawada (ur. 10 września 1898 w Kamesznicy, zm. ?) – polski działacz spółdzielczy i związkowy na Śląsku Cieszyńskim, działacz Robotniczego Stowarzyszenia Kulturalno-Oświatowego „Siła”, od 1924 członek zarządu, a w latach 1950–1960 prezes Spółdzielni Spożywców w Ustroniu. Działał w Klasowym Związku Zawodowym Metalowców, a potem kolejno w PPS, PPR i PZPR.
W latach 1933–1938 przewodniczący Okręgowego Komitetu Robotniczego PPS. Polityk samorządowy (członek rady gminnej Ustronia w latach 1928–1939). Jeden z pionierów robotniczego ruchu spółdzielczego.
W czasie II wojny światowej uczestnik ruchu oporu w ramach Gwardii Ludowej PPS-WRN. W 1944 aresztowany i wywieziony do niemieckiego obozu koncentracyjnego Auschwitz-Birkenau. Udało mu się stamtąd wydostać, po czym trafił do partyzantki.
W latach 1945–1950 pełnił funkcję przełożonego (burmistrza) gminy Ustroń. Od 1960 na emeryturze.
Dwukrotnie odznaczony Krzyżem Kawalerskim Orderu Odrodzenia Polski, Krzyżem Virtuti Militari i wieloma innymi odznaczeniami.